# Surdulești, Argeș
Surdulești este un sat în comuna Miroși din județul Argeș, Muntenia, România.